# Coppa Bernocchi 2010
La Coppa Bernocchi 2010, novantaduesima edizione della corsa e valida come evento dell'UCI Europe Tour 2010 categoria 1.1, si svolse il 19 agosto 2010 su un percorso di 199,3 km. Fu vinta dall'italiano Manuel Belletti che terminò la gara in 4h43'35", alla media di 43,842 km/h.
Partenza con 164 ciclisti, dei quali 81 portarono a termine il percorso.

## Ordine d'arrivo (Top 10)
| Pos. | Corridore              | Squadra           | Tempo    |
| ---- | ---------------------- | ----------------- | -------- |
| 1    | Manuel Belletti        | Colnago           | 4h43'35" |
| 2    | Danilo Hondo           | Lampre            | s.t.     |
| 3    | Mark Cavendish         | Team HTC          | s.t.     |
| 4    | Daniele Colli          | Ceramica Flaminia | s.t.     |
| 5    | Daniele Bennati        | Liquigas          | s.t.     |
| 6    | Tyler Farrar           | Garmin            | s.t.     |
| 7    | Daniele Ratto          | Carmiooro         | s.t.     |
| 8    | Pierpaolo De Negri     | ISD               | s.t.     |
| 9    | Enrico Rossi           | Ceramica Flaminia | s.t.     |
| 10   | Francisco José Pacheco | Xacobeo Galicia   | s.t.     |